# The Adults Are Talking
«The Adults Are Talking» —en español: «Los adultos están hablando»— es una canción de la banda neoyorkina The Strokes. Es el cuarto sencillo de su álbum "The New Abnormal" lanzado el 4 de noviembre de 2020. Fue producido por Rick Rubin con música escrita por todos los miembros de The Strokes y letra escrita por el cantante de la banda, Julian Casablancas. Es una canción de indie rock y post-punk con letras políticamente cargadas que Casablancas canta con voces canturreadas y falsete.
The Strokes interpretó "The Adults Are Talking" el Saturday Night Live el 31 de octubre de 2020, y el 1 de diciembre se lanzó un video musical de la canción, dirigido por Roman Coppola, que comercialmente alcanzó el número 141 en Portugal. como No. 8 en la lista Billboard Hot Rock & Alternative Songs y No. 34 en la lista Billboard Alternative Airplay.

## Video musical
La banda lanzó un video musical de la canción el 1 de diciembre de 2020, después de lanzar un teaser el día anterior. Fue dirigido por Roman Coppola, colaborador de Strokes desde hace mucho tiempo, quien dirigió cuatro videos musicales lanzados desde Is This It, así como un video musical para su canción "12:51". El video muestra un juego de béisbol entre los miembros de los Strokes y un equipo de robots altamente capacitados. Para el video, la banda usó uniformes de béisbol Strokes diseñados a media. El músico estadounidense Beck también hace un cameo en el video como entrenador base de la banda. En la segunda mitad del video, se produce una secuencia dramática de eventos, comenzando con Julian Casablancas siendo golpeado por un lanzamiento. Luego, Nikolai Fraiture golpea una bola profundamente en los jardines, llevando a Casablancas a través de las bases para anotar una carrera. La cámara corta al marcador del estadio para mostrar que la banda ahora pierde 56-1 ante los robots, pero la banda continúa celebrando la carrera enfáticamente como si acabaran de ganar el juego.